# Live at SOB's
Live at SOB’s is een livealbum van John Legend, toen nog bekend onder zijn echte naam John Stephens. SOB (Sounds of Brazil) is de naam van een club in Manhattan, een plek waar Legend regelmatig optrad. De opnames zijn gemaakt op 28 juni en 6 december 2002. Het album is door Legend zelf geproduceerd.

## Tracks
1. "Set It Off" – 4:04
2. "Alright" – 3:34
3. "Lifted" – 3:58
4. "Soul Joint" – 4:02
5. "Hurts So Bad" – 5:12
6. "Sun Comes Up" – 8:00
7. "The Wrong Way" – 4:13
8. "Motherless Chile" – 4:23
9. "Burning Down the House" – 2:42

Een tiende bonustrack is op sommige versies aanwezig, genaamd Without You.